# Lasioptera berberina
Lasioptera berberina är en tvåvingeart som först beskrevs av Franz Paula von Schrank 1781.  Lasioptera berberina ingår i släktet Lasioptera och familjen gallmyggor.
Artens utbredningsområde är Österrike. Inga underarter finns listade i Catalogue of Life.